# Fouchy
Fouchy är en kommun i departementet Bas-Rhin i regionen Grand Est (tidigare regionen Alsace) i nordöstra Frankrike. Kommunen ligger i kantonen Villé som tillhör arrondissementet Sélestat-Erstein. År 2022 hade Fouchy 641 invånare.

## Befolkningsutveckling
Antalet invånare i kommunen Fouchy
| Referens: INSEE |